# Galatasaray Spor Kulübü 2012-2013 (pallavolo maschile)
Questa voce raccoglie le informazioni riguardanti il Galatasaray Spor Kulübü nella stagione 2012-2013.

## Organigramma societario
Area direttiva
- Presidente: Ünal Aysal

Area organizzativa
- Team manager: Ahmet Kavaz

Area tecnica
- Allenatore: Dragan Nešić (fino a febbraio), Ahmet Arığ (da febbraio)
- Secondo allenatore: Umut Uysal
- Statistico: Samet Olcay

## Rosa
| N° | Nome              | Ruolo | Data di nascita  | Nazionalità sportiva |
| -- | ----------------- | ----- | ---------------- | -------------------- |
| 1  | Ulaş Kıyak        | P     | 11 agosto 1981   | Turchia              |
| 4  | Murat Kısal       | C     | 22 novembre 1989 | Turchia              |
| 5  | Bojan Janić       | S     | 11 marzo 1982    | Serbia               |
| 7  | Tolgahan Camgöz   | L     | 27 gennaio 1990  | Turchia              |
| 8  | Vladimir Nikolov  | S/O   | 3 ottobre 1977   | Bulgaria             |
| 9  | Kemal Elgaz       | S/O   | 1º gennaio 1986  | Turchia              |
| 10 | Murat Aslan       | S     | 13 dicembre 1986 | Turchia              |
| 11 | Caner Pekşen      | P     | 9 giugno 1987    | Turchia              |
| 12 | Tomislav Čošković | S     | 22 aprile 1979   | Turchia              |
| 13 | Teodor Salparov   | L     | 16 agosto 1982   | Bulgaria             |
| 14 | Erhan Dünge       | C     | 4 febbraio 1980  | Turchia              |
| 16 | Ferhat Akdeniz    | C     | 26 ottobre 1986  | Turchia              |
| 17 | Caner Dengin      | L     | 15 dicembre 1987 | Turchia              |